# Giovanni di Cosimo de' Medici

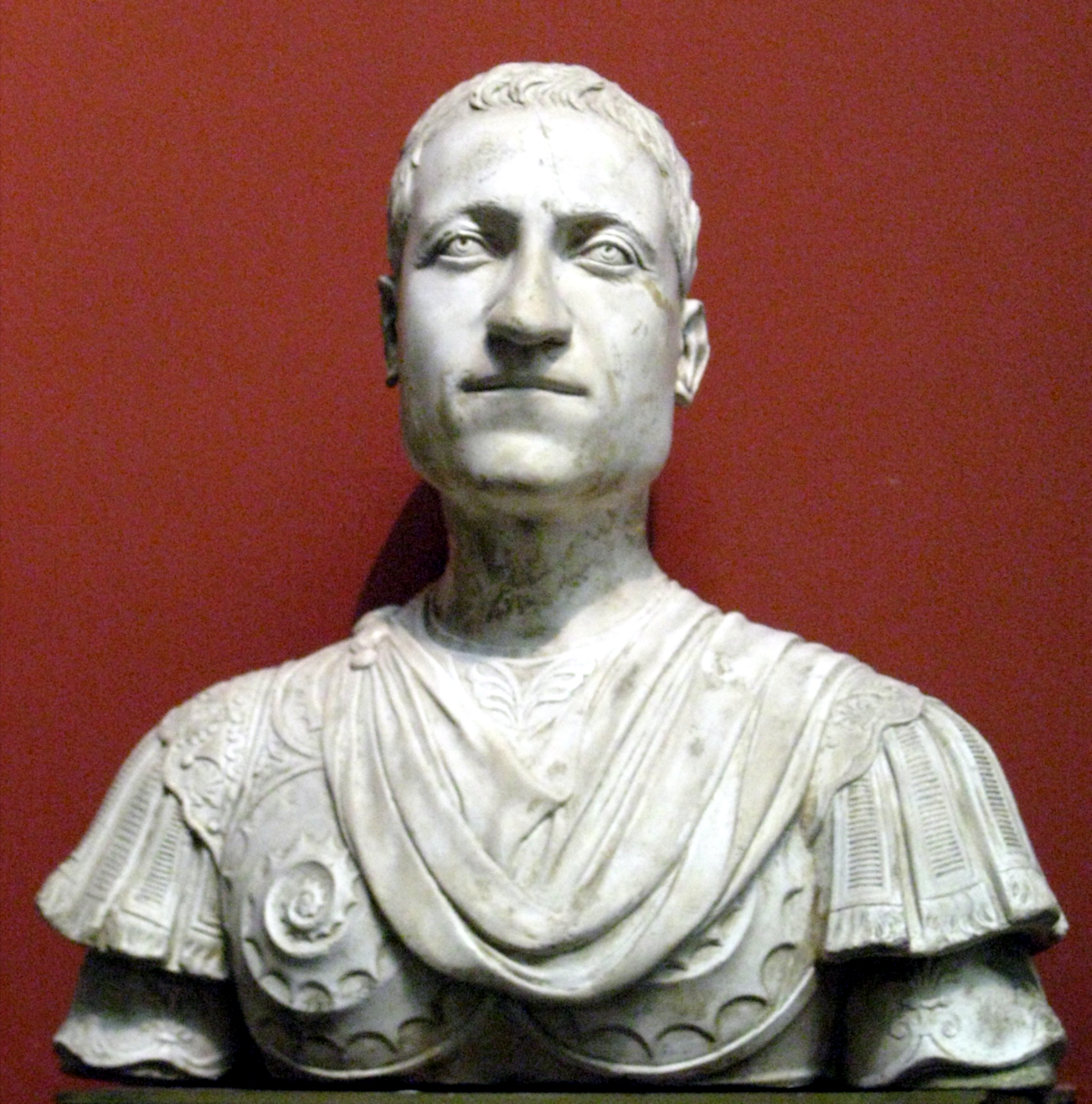
Giovanni de' Medici - door Mino da Fiesole

Giovanni di Cosimo de' Medici (Florence, 3 juli 1421 - aldaar, 23 september 1463) was de jongste zoon van Cosimo de' Medici de Oude en diens echtgenote Contessina de' Bardi. 
Giovanni trouwde op 20 januari 1453 met Ginevra degli Alessandri, een dochter van Niccolò. Samen hadden ze een zoon, Cosimino, die in 1459 overleed. Giovanni had naar alle waarschijnlijkheid twee buitenechtelijke kinderen, die eveneens op jonge leeftijd zijn overleden.
Giovanni's vader, hoofd van de Medici-familie, beoogde hem als zijn opvolger. Giovanni overleed echter eerder dan zijn vader zodat zijn ziekelijke oudere broer Piero di Cosimo de' Medici, bijgenaamd il Gottoso (de jichtige), alsnog hoofd van de familie werd.
Giovanni werd na zijn dood bijgezet in de Sint-Laurensbasiliek te Florence.